# Придністровський державний університет імені Тараса Шевченка
Придністро́вський держа́вний університе́т і́мені Т. Г. Шевче́нка — найбільший заклад вищої освіти Придністров'я.
1930 року на базі Молдавського педагогічного технікуму було створено Інститут народної освіти в Тирасполі. 1933 року його було переформовано на Молдавський педагогічний інститут з чотирирічним терміном навчання. 1939 року інституту було присвоєно ім'я українського поета Тараса Шевченка. У 1941—44 роках інститут було евакуйовано в Бугуруслан (Оренбурзька область, РРФСР). 28 листопада 1951 року виш було перетворено в Тираспольський державний педагогічний інститут ім. Тараса Шевченка.
1970 року Інститут було нагороджено Почесною грамотою Президіуму Верховної Ради Молдавської РСР, 1974 року — занесено у Золоту книгу пошани МРСР, а 1980 року нагороджено орденом «Знак Пошани».
1990 року було створено Тираспольський державно-корпоративний університет Придністровського регіону, а 1992 року його було об'єднано із Інститутом ім. Шевченка, в результаті чого утворився Тираспольський державно-корпоративний університет ім. Т.Шевченка.
В липні 1997 року університет було перейменовано на Придністровський державний університет ім. Т.Шевченка.
З 1996 року ректором університету є доктор фізико-математичних наук, професор Степан Беріл

## Дивитись також
- Сергій Гірік. Освіта поза світом. Кілька слів про університети невизнаних держав